# Chazaliella
Chazaliella es un género con 23 especies de plantas con flores perteneciente a la familia Rubiaceae. se encuentra en África tropical.

## Especies seleccionadas
- Chazaliella abrupta
- Chazaliella anacamptopus
- Chazaliella coffeosperma
- Chazaliella cupulicalyx
- Chazaliella domatiicola
- Chazaliella gossweileri